# Armée de Sambre-et-Meuse
Die Armée de Sambre-et-Meuse (deutsch Sambre- und Maas-Armee) war die bekannteste der französischen Revolutionsarmeen und wurde nach der Maas und ihrem größten linken Nebenfluss, der Sambre benannt. Sie wurde am 29. Juni 1794 durch Zusammenlegung der Ardennenarmee mit dem rechten Flügel der Nordarmee und dem linken Flügel der Moselarmee (französisch Armée de la Moselle) gebildet. Am 29. September 1797 fusionierte sie mit der Rhein- und Mosel-Armee zur Deutschlandarmee.

## Schlachten und Kämpfe

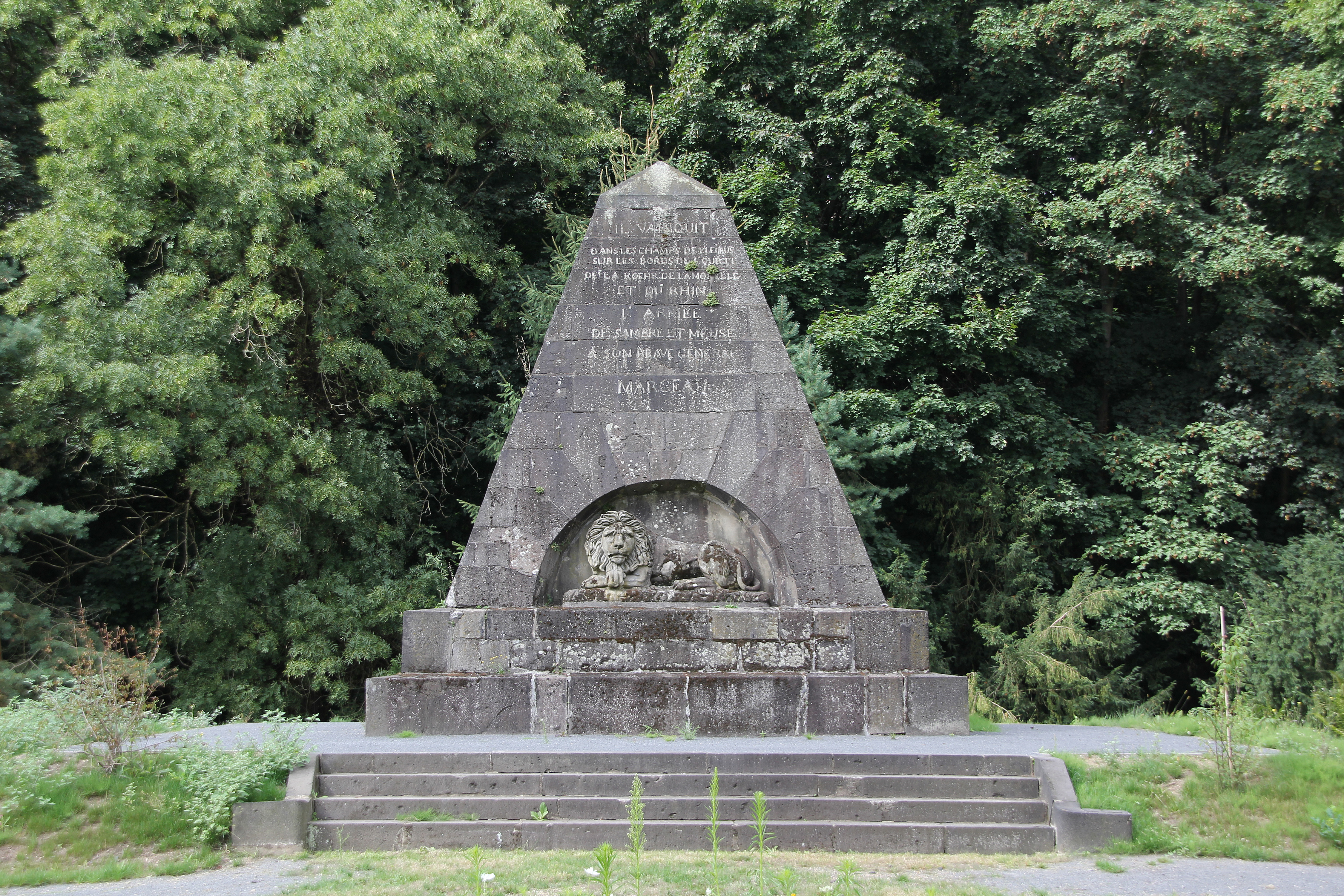
Das Marceau-Denkmal in Koblenz, gestiftet von der Sambre- und Maas-Armee für ihren 1796 ums Leben gekommenen General Marceau

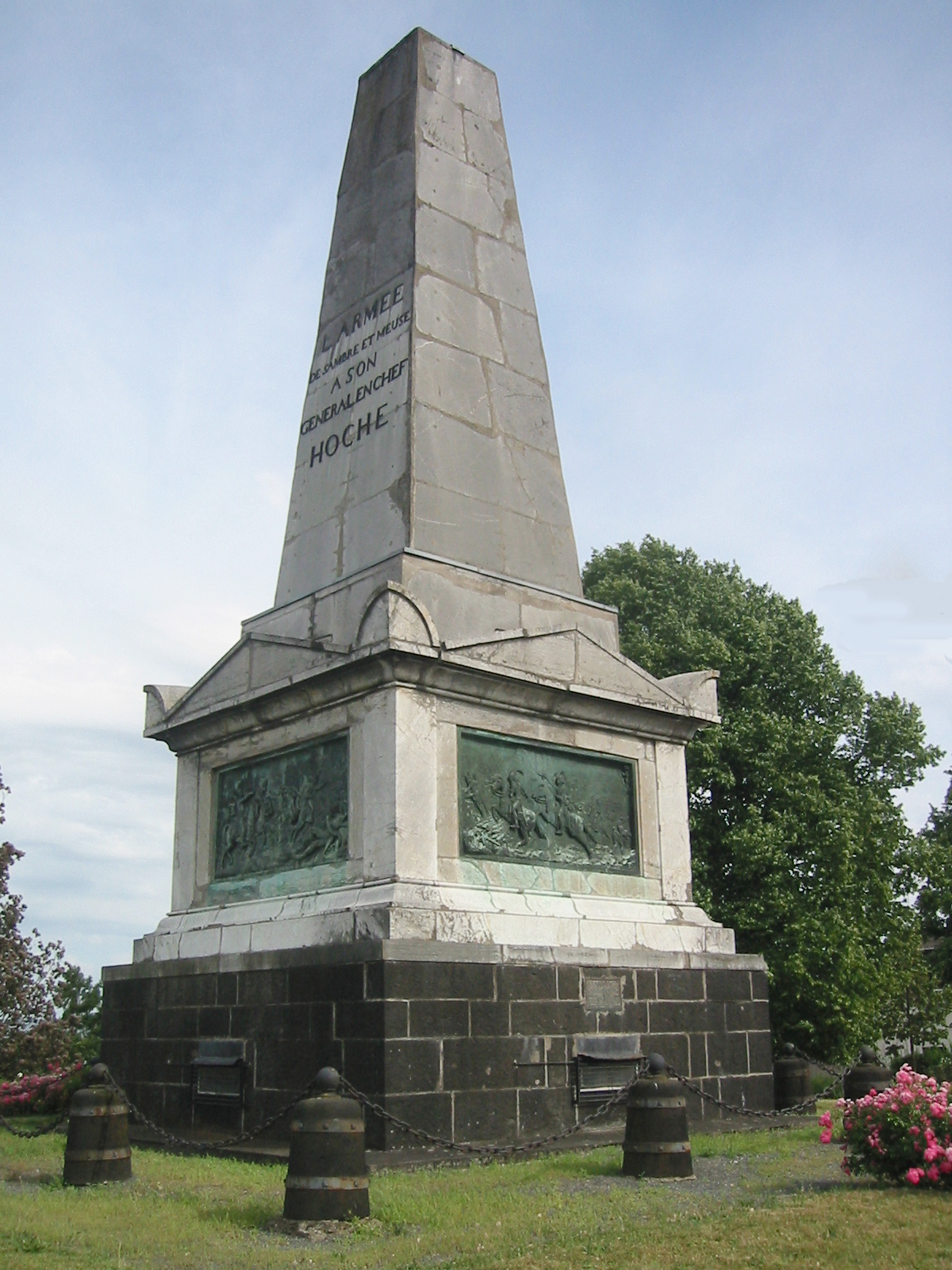
Das Monument General Hoche in Weißenthurm, Denkmal der Sambre- und Maas-Armee für ihren 1797 verstorbenen oberkommandierenden General Hoche

Anlass für die Bildung der Armee war die Schlacht bei Fleurus am 26. Juni 1794, bei der die später zusammengelegten Truppenteile einen entscheidenden Sieg über Österreich errangen. Als Folge von Fleurus brachen bald die Stellungen der Alliierten in Flandern zusammen und die französischen Armeen überrannten im Winter 1794/95 die Österreichischen Niederlande und die Republik der Vereinigten Niederlande. Dabei zeichnete sich die Sambre- und Maas-Armee bei der Erstürmung von Tournai, Oostende, Brüssel, Maastricht und Aachen aus. Mit der zweiten Schlacht von Aldenhoven am 2. Oktober 1794 wurde die letzte österreichische Bastion gewonnen und die Eroberung der linken Rheinseite erreicht. Das am Rhein gelegene Koblenz, die Residenz der Trierer Kurfürsten, wurde am 24. Oktober 1794 kampflos an General Marceau übergeben, was faktisch das Ende des Trierer Kurstaats bedeutete. Die kaiserlichen Truppen zogen sich auf die Festung Ehrenbreitstein zurück, mussten aber schließlich am 27. Januar 1799 vor den Franzosen kapitulieren. Am 14. Dezember 1794 begann die Sambre- und Maas-Armee mit der Belagerung der preußisch besetzten Festung Mainz.
Nach der Teilnahme an der Eroberung der Niederlande und der Eroberung von Luxemburg im Juni 1795 kämpfte die Armee am Mittelrhein, dem Hunsrück und der Nahe. Am 6. September 1795 überquert die Armee erstmals bei Düsseldorf den Rhein und rückte zwischen Rhein und der im Friede von Basel festgelegten, weiter östlich verlaufenden Demarkationslinie bis zum Main bei Frankfurt (Main) vor. Bei Frankfurt-Höchst kam es zu einer Niederlage gegen die alliierten Preußen und Österreicher und die Armee zog sich in das Bergische Land zurück.
Am 30. Mai 1796 überquerten der linke Flügel und das Zentrum erneut unter dem Oberbefehl von General Jourdan bei Düsseldorf und Neuwied den Rhein. Der eigentliche Sinn des Vorstoßes der Sambre- und Maas-Armee war, die österreichischen Kräfte unter Erzherzog Carl von Österreich vom Oberrhein abzuziehen, um der Rhein-Mosel-Armee unter Obergeneral Moreau den Rheinübergang zwischen Mannheim und Straßburg zu ermöglichen. Bei ihrem Vormarsch schlug sie die Österreicher bei Siegburg und Altenkirchen, erlitt aber eine Niederlage bei Wetzlar und zog sich wieder über den Rhein zurück.
Am 28. Juni 1796 ging die Armee wieder über den Rhein – die Rhein-Mosel-Armee war in Süddeutschland erfolgreich vorgestoßen – und stieß bis Nürnberg vor. Bei Amberg konnten die Österreicher die Sambre- und Maas-Armee schlagen. Niederlagen beim Rückzug bei Würzburg und an der Lahn zwangen die Franzosen zur Aufgabe der rechtsrheinischen Eroberungen.
Unter neuem Oberkommando von General Hoche ging sie erneut über den Rhein und errang einen letzten größeren Sieg am 18. April 1797 in der Schlacht von Neuwied über österreichische Truppen unter General Franz Freiherr von Werneck. Mit weiteren Gefechtserfolgen drang sie bis Frankfurt vor, musste aber wegen des Waffenstillstands und Vorfrieden von Leoben ihren Feldzug abbrechen.
Im Spätsommer 1797 wurde in Paris eine erneute Invasion an der englischen und irischen Küste geplant. General Hoche wurde angewiesen, 10.000 Mann der Sambre- und Maas-Armee für ein Invasionsheer an die Westküste zu führen. Der Marsch wurde innerhalb der Peripherie von Paris unterbrochen, was ein Verstoß gegen die geltende Verfassung bedeutete und zu Protesten in der Bevölkerung und der konservativen Opposition führte. Es wurde vermutet, dass die Truppenpräsenz in Paris zur Unterstützung des antiroyalistischen Staatsstreichs vom 18. Fructidor (4. September 1797) von dem Direktoriumsmitglied Paul de Barras konspirativ eingeleitet worden war. Die Pläne einer Invasion nach England wurden vertagt und die Truppen wurden wieder an den Rhein zurückverlegt. Es war die letzte Aktion der Revolutionsarmee als eigenständige Truppe.

## Truppenstärke 1796
Französische Sambre- und Maas-Armee unter dem Kommando des Obergenerals Jean-Baptiste Jourdan
- Infanterie: 87 Bataillone = 65.000 Mann
- Kavallerie: 95 Eskadronen = 11.000 Pferde bzw. Mannschaften

Truppenaufstellung:
- rechter Flügel unter General Marceau
  - zur Besetzung der Waffenstillstandslinie von St. Wendel bis Niederdiebach (heute Rheindiebach)
    - Division Marceau...............12 Bataillone, 11 Eskadronen
    - Division Poncet..................12 Bataillone, 8 Eskadronen
    - Division Bernadotte............12 Bataillone, 8 Eskadronen

- Zentrum Obergeneral Jourdan
  - am Rhein, von Niederdiebach bis zur Mündung der Mosel
    - Division Championnet.........12 Bataillone, 8 Eskadronen

  - am Rhein, von der Mündung der Mosel bis Köln
    - Division Grenier..................12 Bataillone, 12 Eskadronen

  - hinter Bonn und Köln
    - Division Bonnard..................3 Bataillone, 4 Eskadronen

- linker Flügel General Kléber
  - bei Düsseldorf
    - Division Lefebvre................12 Bataillone, 8 Eskadronen
    - Division Colaud...................12 Bataillone, 12 Eskadronen

- Kavallerie-Reserve-Division an der unteren Mosel.....24 Eskadronen

## Kommandierende Generäle
- 2. Juli – 20. Dezember 1794: Jean-Baptiste Jourdan
- 21. Dezember 1794 – 28. Februar 1795: Jacques Maurice Hatry
- 1. März 1795 – 21. Januar 1796: Jean-Baptiste Jourdan
- 22. Januar – 28. Februar 1796: Jean-Baptiste Kléber
- 29. Februar – 30. Juli 1796: Jean-Baptiste Jourdan
- 31. Juli – 7. August 1796: Jean-Baptiste Kléber
- 8. August – 23. September 1796: Jean-Baptiste Jourdan
- 23. September – 23. Januar 1797: Pierre Riel de Beurnonville
- 24. Januar – 31. Januar 1797: Jean-Étienne Championnet
- 1. Februar – 25. Februar 1797: Jean-Victor Moreau
- 26. Februar – 30. Juli 1797: Lazare Hoche
- 31. Juli – 3. August 1797: François Joseph Lefebvre
- 4. August – 18. September 1797: Lazare Hoche
- 19. September 1797 – 20. Oktober 1797: François Joseph Lefebvre